# Spooks
Spooks (bra: Dupla Identidade) é uma série de televisão sobre espionagem exibida pela BBC entre 2002 e 2011, criada pelo escritor David Wolstencroft.
A série continuou com um filme, Spooks: The Greater Good, que foi lançado em 8 de maio de 2015.